# Kremen (montagne)
Pour les articles homonymes, voir Kremen.
Le mont Kremen (en serbe cyrillique : Кремен) est une montagne du sud-est de la Serbie.

## Géographie
Le mont Kremen est situé au nord de Lebane, au sud de Bojnik et à l'ouest de Leskovac. Il est entouré par les monts Radan et Majdan à l'ouest, par le mont Jablanica au sud, par la dépression de Leskovac à l'est et par celle de la Pusta reka au nord.